# コンパートメント化 (心理学)
コンパートメント化（ーか、英：Compartmentalization）とは、心理的防衛機制の一種であり、相反するように見える思考や感情を心の中で分離または隔離しておくことである。

## 解説
心的外傷後ストレス障害の患者は、肯定的な自己の側面と否定的な自己の側面を分離するために、コンパートメント化を用いることがある。これは軽度の解離の一形態である可能性がある。
コンパートメント化を示唆するシナリオの例としては、孤立した瞬間に自分の道徳規範に論理的に反するような行動をとったり、不快な仕事につくこととリラックスしたいという欲求を分けたりすることが挙げられる。
その目的は、認知的不協和、つまり人が自分の中に相反する価値観、認知、感情、信念などを持つことによって引き起こされる精神的不快感や不安を避けることである。
| サブスタブ | この項目は、まだ閲覧者の調べものの参照としては役立たない、書きかけの項目です。この項目を加筆・訂正などしてくださる協力者を求めています。このテンプレートは分野別のサブスタブテンプレートやスタブテンプレート（Wikipedia:分野別のスタブテンプレート参照）に変更することが望まれています。 |